# Прибузьке (Хмельницький район)
Прибузьке  (раніше Червона Зірка) — село в Україні, у Хмельницькому районі Хмельницької області. Орган місцевого самоврядування — Хмельницька міська громада.

## Назва
Найбільш ймовірно назва походить від розташування поселення, тобто село розташоване «При — Бугу», річці Південний Буг.

## Географія
Через село проходить автошлях, неподалік тече річка Південний Буг.

## Історія
Поселення засноване	1926 року.
З 24 серпня 1991 року село входить до складу незалежної України.
12 червня 2020 року шляхом об'єднання Хмельницької міської ради, Богдановецької сільської ради, Копистинської, Олешинської, Шаровечківської сільських територіальних громад та Водичківської, Давидковецької сільських рад, село увійшло до складу Хмельницької міської громади.

## Населення
Населення становить 140 осіб.

### Мова
Розподіл населення за рідною мовою за даними перепису 2001 року:
| Мова       | Кількість | Відсоток |
| ---------- | --------- | -------- |
| українська | 130       | 92.86%   |
| російська  | 10        | 7.14%    |
| Усього     | 140       | 100%     |

## Інфраструктура
Селі діє:
- Готель-ресторан «ВЕТ»
- Готель «Дам»
- Кафе-готель «Валентин»
- Музей-їдальня «Пиріжкова хата»
- АЗС